# 스포츠 코트

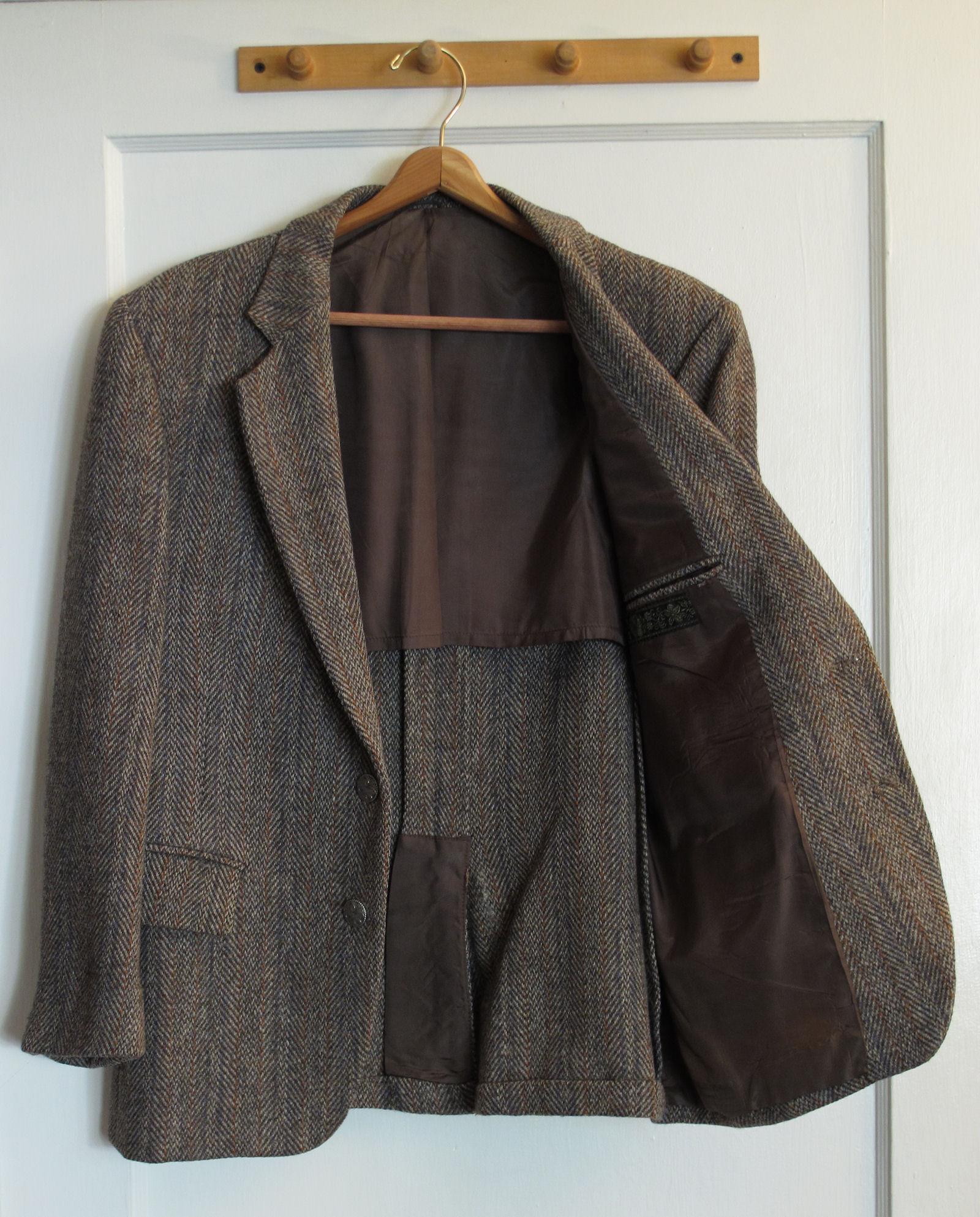

스포츠 코트(sport coat, sports coat), 스포츠 재킷(sports jacket)은 전통적으로 스포츠 목적으로 바지와 어울리지 않고 단독으로 착용하도록 디자인된 남성용 스마트 캐주얼 라운지 재킷이다. 스타일, 직물, 색상 및 패턴은 대부분의 양복보다 더 다양하다. 코듀로이, 스웨이드, 데님, 가죽, 트위드와 같이 더 튼튼하고 두꺼운 직물이 일반적으로 사용된다.
원래 스포츠 코트는 특정 야외 스포츠에 참여할 때 적합한 복장으로 착용되었다. 시간이 지나면서 그러한 행사에 참석하는 사람들에게 채택되었고, 좀 더 공식적인 자리에서 사용하게 되었으며, 때로는 교복에도 사용되었다.

## 같이 보기
- 블루종